# Tênis nos Jogos Pan-Americanos de 1959
As competições de tênis nos Jogos Pan-Americanos de 1959 foram realizadas em Chicago, Estados Unidos. Foi a terceira edição do esporte no evento, que foi disputado para ambos os sexos.

## Medalhistas
Masculino
| Evento           | Ouro                                       | Prata                                       | Bronze                                       |
| ---------------- | ------------------------------------------ | ------------------------------------------- | -------------------------------------------- |
| Simples detalhes | Luis Ayala CHI Chile                       | Robert Bédard CAN Canadá                    | Jon Douglas USA Estados Unidos               |
| Duplas detalhes  | Antonio Palafox Gustavo Palafox MEX México | Francisco Contreras Mario Llamas MEX México | Myron Franks Grant Golden USA Estados Unidos |

Feminino
| Evento           | Ouro                                   | Prata                                          | Bronze                                    |
| ---------------- | -------------------------------------- | ---------------------------------------------- | ----------------------------------------- |
| Simples detalhes | Althea Gibson USA Estados Unidos       | Yolanda Ramírez MEX México                     | Dorothy Knode USA Estados Unidos          |
| Duplas detalhes  | Rosie Reyes Yolanda Ramírez MEX México | Althea Gibson Karol Fageros USA Estados Unidos | Marta Hernández Imelda Ramírez MEX México |

Misto
| Evento          | Ouro                                       | Prata                                      | Bronze                                        |
| --------------- | ------------------------------------------ | ------------------------------------------ | --------------------------------------------- |
| Duplas detalhes | Yolanda Ramírez Gustavo Palafox MEX México | Rosie Reyes Francisco Contreras MEX México | Althea Gibson Grant Golden USA Estados Unidos |

## Quadro de medalhas
| Ordem | País               | Medalha de ouro | Medalha de prata | Medalha de bronze |    |
| ----- | ------------------ | --------------- | ---------------- | ----------------- | -- |
| 1     | MEX México         | 3               | 3                | 1                 | 7  |
| 2     | USA Estados Unidos | 1               | 1                | 4                 | 6  |
| 3     | CHI Chile          | 1               |                  |                   | 1  |
| 4     | CAN Canadá         |                 | 1                |                   | 1  |
| TOTAL | TOTAL              | 5               | 5                | 5                 | 15 |

## Ligação externa
- Jogos Pan-Americanos de 1959